# Такахасі Хана
Такахасі Хана (яп. 高橋 はな; нар. 19 лютого 2000) — японська футболістка. Грала за збірну Японії.

## Клубна кар'єра
У 2018 році дебютувала в «Урава Редз».

## Кар'єра в збірній
Дебютувала у збірній Японії 6 жовтня 2019 року в поєдинку проти Канади.

## Статистика виступів
| Збірна Японії | Збірна Японії | Збірна Японії |
| Рік           | Матчі         | Голи          |
| ------------- | ------------- | ------------- |
| 2019          | 1             | 0             |
| Загалом       | 1             | 0             |